# توما دره
توما دُره (فرانسوی: Thomas Doret‎؛ زادهٔ ۱۰ دسامبر ۱۹۹۶) بازیگر اهل بلژیک است. وی از سال ۲۰۱۱ میلادی تاکنون مشغول فعالیت بوده‌است.
از فیلم‌ها یا برنامه‌های تلویزیونی که وی در آن نقش داشته است، می‌توان به پسری با دوچرخه، رنوآر و بازگشتگان اشاره کرد.